# Platanthera zothecina
Platanthera zothecina là một loài thực vật có hoa trong họ Lan. Loài này được (L.C.Higgins & S.L.Welsh) Kartesz & Gandhi miêu tả khoa học đầu tiên năm 1990.